# Pheidole cyrtostela

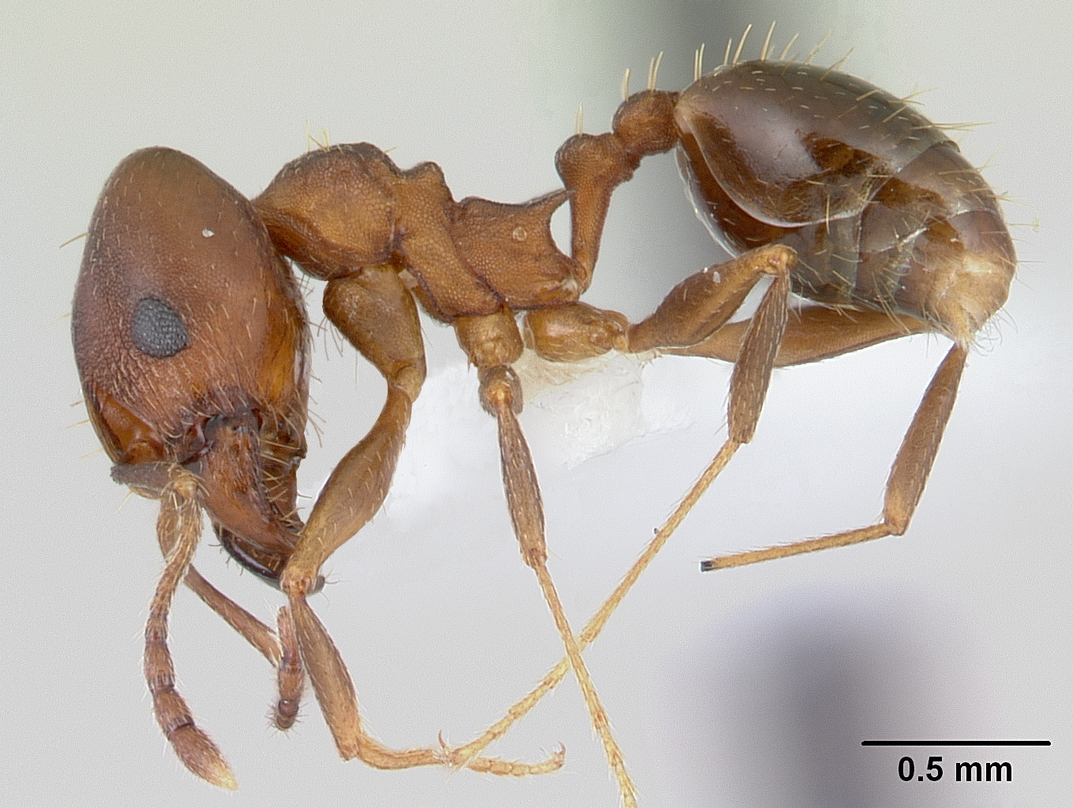

Pheidole cyrtostela  (лат.) — вид муравьёв рода Pheidole из подсемейства Myrmicinae (Formicidae). Новый Свет. 

## Распространение
Южная Америка: Бразилия, Парагвай. 

## Описание
Мелкие земляные мирмициновые муравьи, длина около 2—3 мм, основная окраска желтовато-коричневатая (характерные для рода большеголовые солдаты крупнее). Обладают уникальным изогнутым петиолем со сплющенным узелком. Проподеум выпуклый. Затылочный край головы солдат вогнутый. Усики рабочих 12-члениковые с 3-члениковой булавой. Ширина головы крупных солдат — 0,90 мм (длина головы — 0,92 мм). Ширина головы мелких рабочих 0,42 мм, длина головы 0,52 мм, длина скапуса — 0,48 мм. Стебелёк между грудкой и брюшком состоит из двух члеников: петиолюса и постпетиолюса (последний четко отделен от брюшка). Pheidole cyrtostela относится к видовой группе Pheidole diligens Group и сходен с видом Pheidole camptostela, но отличается формой петиоля и скульптурой головы. Вид описан в 2003 году американским мирмекологом профессором Эдвардом Уилсоном и назван по форме петиоля.